# Bosquel
Bosquel est une commune française située dans le département de la Somme en région Hauts-de-France.

## Géographie

### Localisation
Bosquel est un village picard de l'Amiénois.
Limitrophe de Conty, la localité est située à 18 km au sud-ouest d'Amiens et à 34 km au nord-est de Beauvais, à vol d'oiseau.
Le territoire de la commune est limitrophe de ceux de six communes.
Les communes limitrophes sont  Conty, Essertaux, Flers-sur-Noye, Fransures, Rogy et Ô-de-Selle.
9 avril 2025

### Hydrographie
La commune est située dans le bassin Artois-Picardie. Elle n'est drainée par aucun cours d'eau.

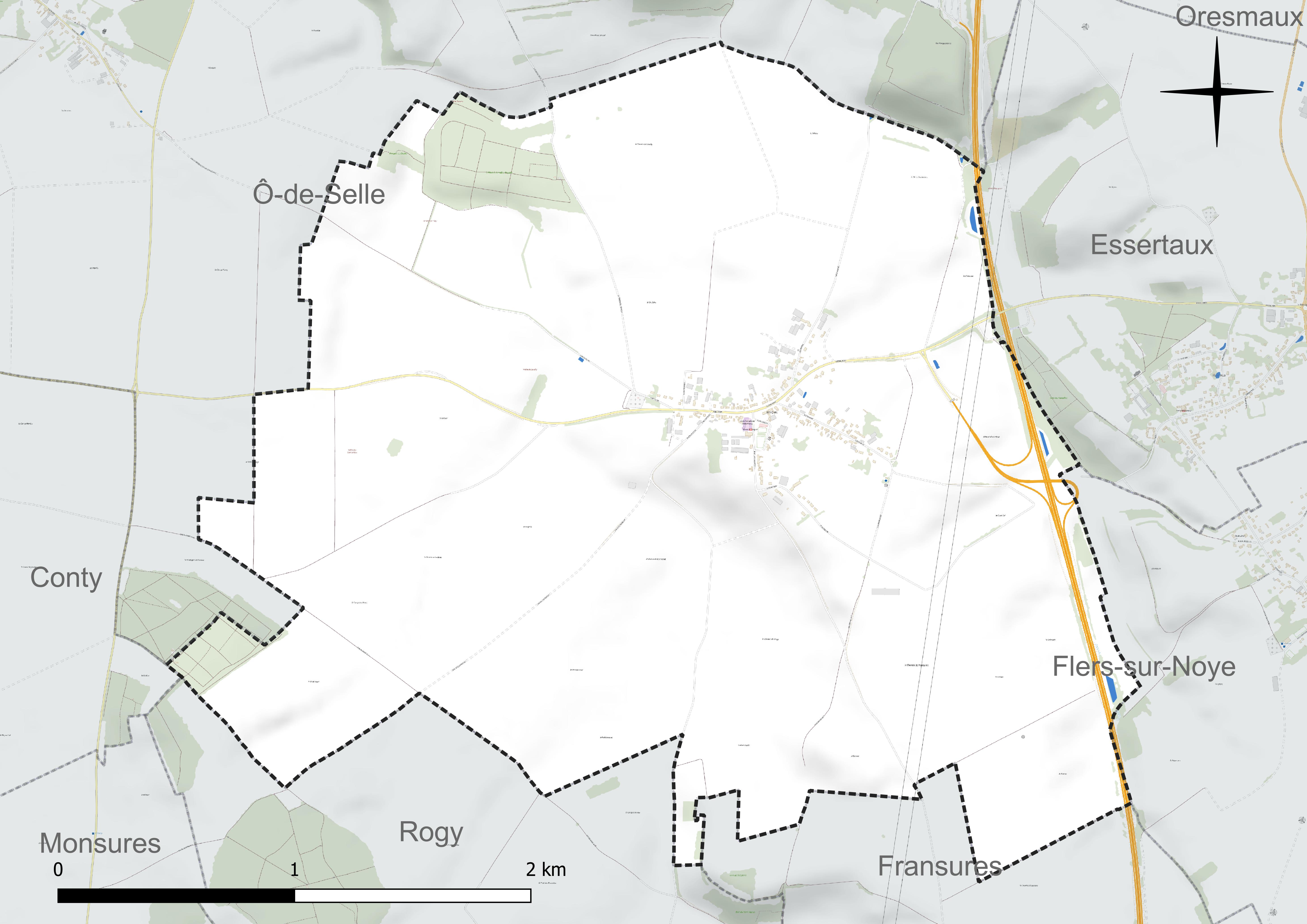
Réseau hydrographique de Bosquel.

### Climat
Pour des articles plus généraux, voir Climat des Hauts-de-France et Climat de la Somme.
En 2010, le climat de la commune est de type climat océanique dégradé des plaines du Centre et du Nord, selon une étude du CNRS s'appuyant sur une série de données couvrant la période 1971-2000. En 2020, Météo-France publie une typologie des climats de la France métropolitaine dans laquelle la commune est exposée à un climat océanique et est dans la région climatique Nord-est du bassin Parisien, caractérisée par un ensoleillement médiocre, une pluviométrie moyenne régulièrement répartie au cours de l'année et un hiver froid (3 °C).
Pour la période 1971-2000, la température annuelle moyenne est de 10,3 °C, avec une amplitude thermique annuelle de 13,7 °C. Le cumul annuel moyen de précipitations est de 728 mm, avec 11,7 jours de précipitations en janvier et 8,2 jours en juillet. Pour la période 1991-2020, la température moyenne annuelle observée sur la station météorologique la plus proche, située sur la commune de Rouvroy-les-Merles à 14 km à vol d'oiseau, est de 10,7 °C et le cumul annuel moyen de précipitations est de 647,9 mm,. Pour l'avenir, les paramètres climatiques de la commune estimés pour 2050 selon différents scénarios d'émission de gaz à effet de serre sont consultables sur un site dédié publié par Météo-France en novembre 2022.

## Urbanisme

### Typologie
Au 1er janvier 2024, Bosquel est catégorisée commune rurale à habitat dispersé, selon la nouvelle grille communale de densité à sept niveaux définie par l'Insee en 2022.
Elle est située hors unité urbaine. Par ailleurs la commune fait partie de l'aire d'attraction d'Amiens, dont elle est une commune de la couronne,. Cette aire, qui regroupe 369 communes, est catégorisée dans les aires de 200 000 à moins de 700 000 habitants,.

### Occupation des sols
L'occupation des sols de la commune, telle qu'elle ressort de la base de données européenne d'occupation biophysique des sols Corine Land Cover (CLC), est marquée par l'importance des territoires agricoles (91,6 % en 2018), une proportion sensiblement équivalente à celle de 1990 (92 %). La répartition détaillée en 2018 est la suivante : 
terres arables (91,4 %), zones urbanisées (4,5 %), forêts (3,5 %), zones industrielles ou commerciales et réseaux de communication (0,4 %), zones agricoles hétérogènes (0,2 %). L'évolution de l'occupation des sols de la commune et de ses infrastructures peut être observée sur les différentes représentations cartographiques du territoire : la carte de Cassini (XVIIIe siècle), la carte d'état-major (1820-1866) et les cartes ou photos aériennes de l'IGN pour la période actuelle (1950 à aujourd'hui).

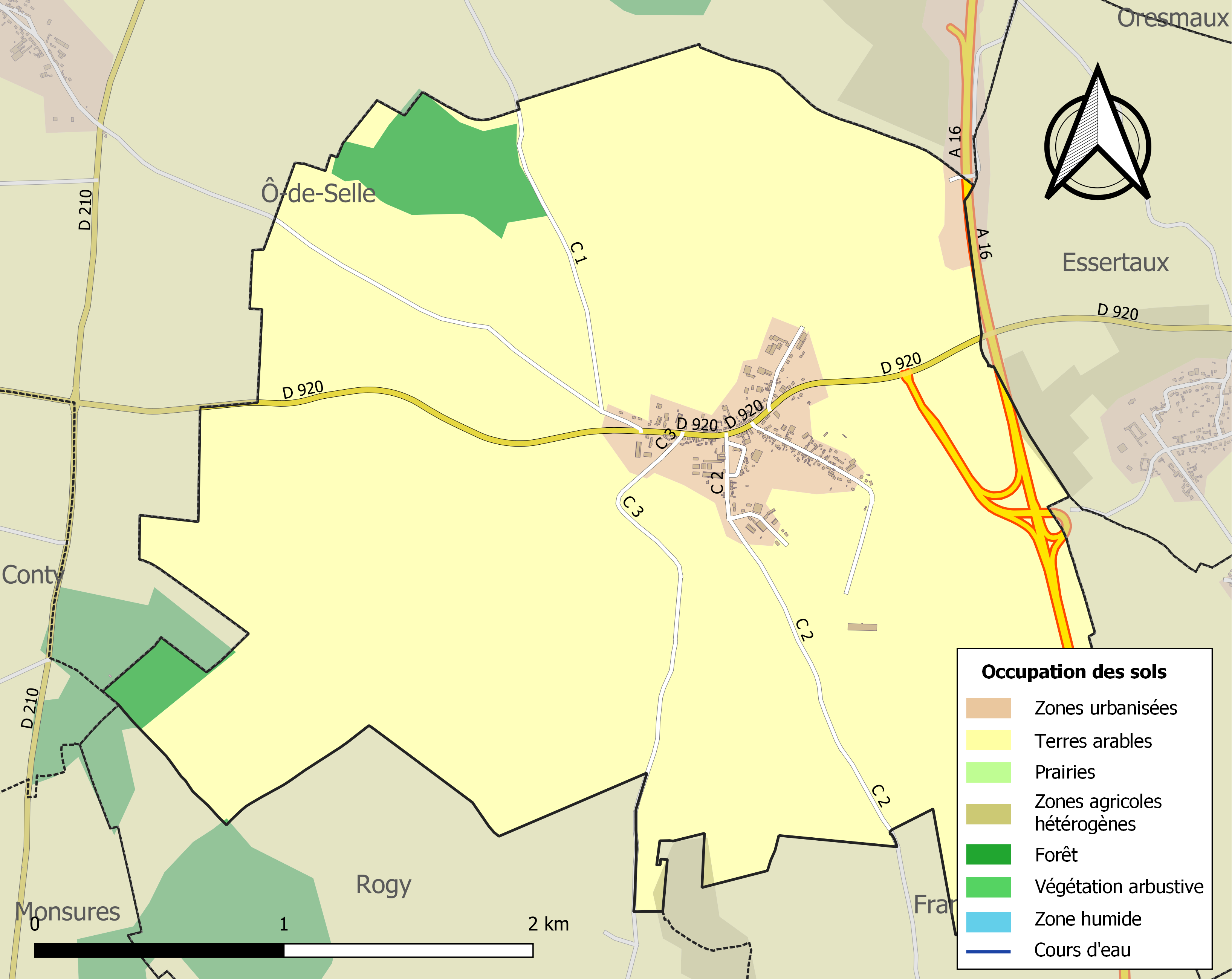
Carte des infrastructures et de l'occupation des sols de la commune en 2018 (CLC).

### Voies de communication et transports
La commune est desservie par la sortie   17 de l'autoroute A16.
La localité est desservie par les lignes de bus du réseau Trans'80, chaque jour de la semaine, sauf le dimanche.

## Toponymie
Le nom de la localité est attesté sous les formes Bosculus ; Boskeel (1248.) ; Bosquel (1248.) ; Boskellum (1257.) ; Bosquellum (1295.) ; Bosquet (1648.) ; Bocquel (1657.) ; Bosquet (1673.) ; Bosquel (1692.) ; Boquet (1710.) ; Boquet (1761.) ; Bosquets (1778.).
Bosquel dérive de Bosc et signifie petit bois.

## Histoire

### Antiquité
Les traces d'une villa gallo-romaine ont été retrouvées près du Mont Martin (en direction de Rogy).

### Moyen Âge
Vers le VIe siècle, un prieuré s'installe au Bosquel, défriche la forêt de la Selle et crée un domaine agricole.
Du XIe au XIIIe siècle, les défrichements se poursuivent, menés par des nobles dépendant des seigneurs de Conty. Une paroisse regroupe les habitants autour du prieuré.

### Epoque contemporaine

#### XIXe siècle
À partir de 1820, le village s'industrialise autour de l'activité textile à domicile, entraînant une forte croissance démographique, puisque le Bosquel passe de 250 habitants en 1800 à 1178 en 1850. L'évolution économique de l'industrie textile amène à une baisse d'activité, qui réduit l'effectif de la commune à 716 habitants en 1867.

#### Seconde Guerre mondiale
Au début de la Seconde Guerre mondiale, pendant la bataille de France, du 5 au 7 juin 1940, l'armée française essaie de résister à l'avancée de l'armée allemande, et le village est défendu par le 50e régiment d'infanterie. Le village est bombardé par les avions allemands Stuka.
À l'issue des combats, 95 % du village est détruit : sur 117 maisons, 85 sont anéanties, 21 sont très sinistrées et 4 demandent des travaux de consolidation. Les habitants, évacués le 6 juin, rentrent entre la deuxième quinzaine de juin et septembre 1940. Pour se loger, ils aménagent des caves restées intactes et construisent des baraques avec des planches, des tôles ondulées et des matériaux découverts dans un dépôt voisin. Ils remettent leurs terres en culture, non sans danger en raison des grenades et des obus non explosés
Dès 1941, le village a été concerné par un plan de reconstruction conçu par l'architecte Paul Dufournet,, assisté de Jean Bossu,, destiné à permettre de réinstaller les habitants, mais également à permettre le développement agricole du pays, tel que prôné par le gouvernement de Vichy. Ce projet, dont la mise en œuvre a été permise par un remembrement achevé en 1944, s'est poursuivi après la Libération.

#### Après guerre
Le projet de reconstruction est mené à bien après 1945 sous l'impulsion de Raoul Dautry, ministre de la Reconstruction.
Dans ce cadre, ont été réalisés les bâtiments publics (église Saint-Blaise et mairie-école) ainsi que la plupart des fermes. Diverses expériences de constructions éco
nomiques ont alors été menées, telles que la réalisation de deux habitations, dont la Ferme Quesnel, une étable et un bâtiment agricole en béton de terre stabilisée. Le résultat de certains essais n'étant pas satisfaisant, la reconstruction se poursuit de manière plus traditionnelle en ciment, béton armé et briques ou parpaings de terre (pour les dépendances).

## Politique et administration

### Rattachements administratifs et électoraux
La commune se trouve dans l'arrondissement d'Amiens du département de la Somme. Pour l'élection des députés, elle fait partie depuis 2012 de la quatrième circonscription de la Somme.
Elle faisait partie depuis 1793 du canton de Conty. Dans le cadre du redécoupage cantonal de 2014 en France, la commune est intégrée au canton d'Ailly-sur-Noye.

### Intercommunalité
La commune était membre de la  communauté de communes du canton de Conty, créée par un arrêté préfectoral du 23 décembre 1996, et qui s'est substituée aux syndicats préexistants tels que le SIVOM et le SIVU de la coulée verte. Cette intercommunalité est renommée communauté de communes du Contynois en 2015, à la suite de la disparition du canton.
Dans le cadre des dispositions de la loi portant nouvelle organisation territoriale de la République du 7 août 2015, qui prévoit que les établissements publics de coopération intercommunale (EPCI) à fiscalité propre doivent avoir un minimum de 15 000 habitants, la préfète de la Somme propose en octobre 2015 un projet de nouveau schéma départemental de coopération intercommunale (SDCI) qui prévoit la réduction de 28 à 16 du nombre des intercommunalités à fiscalité propre du département.
Ce projet prévoit la « fusion des communautés de communes du Sud-Ouest Amiénois, du Contynois et de la région d'Oisemont », le nouvel ensemble de 37 412 habitants regroupant 120 communes,. À la suite de l'avis favorable de la commission départementale de coopération intercommunale en janvier 2016, la préfecture sollicite l'avis formel des conseils municipaux et communautaires concernés en vue de la mise en œuvre de la fusion.
La communauté de communes Somme Sud-Ouest, dont est désormais membre la commune, est ainsi créée au 1er janvier 2017.

### Liste des maires
| Période                                  | Période                   | Identité        | Étiquette | Qualité                        |
| ---------------------------------------- | ------------------------- | --------------- | --------- | ------------------------------ |
| Les données manquantes sont à compléter. |                           |                 |           |                                |
| mars 2001                                | En cours (au 30 mai 2020) | Gérard Glorieux |           | Réélu pour le mandat 2020-2026 |

## Population et société

### Démographie
L'évolution du nombre d'habitants est connue à travers les recensements de la population effectués dans la commune depuis 1793. Pour les communes de moins de 10 000 habitants, une enquête de recensement portant sur toute la population est réalisée tous les cinq ans, les populations de référence des années intermédiaires étant quant à elles estimées par interpolation ou extrapolation. Pour la commune, le premier recensement exhaustif entrant dans le cadre du nouveau dispositif a été réalisé en 2004.

En 2022, la commune comptait 346 habitants, en évolution de +3,9 % par rapport à 2016 (Somme : −1,26 %, France hors Mayotte : +2,11 %).
| 1793 | 1800 | 1806 | 1821 | 1831 | 1836 | 1841 | 1846 | 1851 |
| ---- | ---- | ---- | ---- | ---- | ---- | ---- | ---- | ---- |
| 540  | 530  | 615  | 704  | 688  | 742  | 739  | 769  | 796  |

| 1856 | 1861 | 1866 | 1872 | 1876 | 1881 | 1886 | 1891 | 1896 |
| ---- | ---- | ---- | ---- | ---- | ---- | ---- | ---- | ---- |
| 786  | 789  | 716  | 689  | 671  | 587  | 556  | 515  | 468  |

| 1901 | 1906 | 1911 | 1921 | 1926 | 1931 | 1936 | 1946 | 1954 |
| ---- | ---- | ---- | ---- | ---- | ---- | ---- | ---- | ---- |
| 394  | 399  | 361  | 299  | 257  | 249  | 244  | 365  | 276  |

| 1962 | 1968 | 1975 | 1982 | 1990 | 1999 | 2004 | 2006 | 2009 |
| ---- | ---- | ---- | ---- | ---- | ---- | ---- | ---- | ---- |
| 250  | 296  | 254  | 280  | 303  | 293  | 290  | 297  | 298  |

| 2014 | 2019 | 2022 | - | - | - | - | - | - |
| ---- | ---- | ---- | - | - | - | - | - | - |
| 324  | 336  | 346  | - | - | - | - | - | - |

### Enseignement
Les communes du Bosquel et Flers-sur-Noye sont organisées en regroupement pédagogique et relèvent du secteur du collège Jules Ferry de Conty.
L'école primaire Les 20 000 Pierres compte 90 élèves à la rentrée 2019. Elle est située en zone B, dans l'académie d'Amiens.

## Économie
Le village a essentiellement une activité agricole, mais on note également la présence des Constructions Métalliques Bosquelloises.
L'ex-communauté de communes du Contynois a commencé à aménager une zone d'aménagement concerté (ZAC) à vocation économique près de la sortie d'autoroute, mais n'a pas les moyens d'achever ce projet. Il devrait être mis en œuvre par la nouvelle communauté de communes Somme Sud-Ouest, dont la taille et les moyens sont supérieurs.

## Culture locale et patrimoine

### Lieux et monuments
Par suite de la destruction de la commune en 1940, il n'y subsiste pas de constructions anciennes. De nombreux bâtiments datent de la reconstruction.
- Église Saint-Blaise, toute en brique, reconstruite après la Seconde Guerre mondiale.
- Vierge de Lourdes dans le bois de la Rayoire[40].

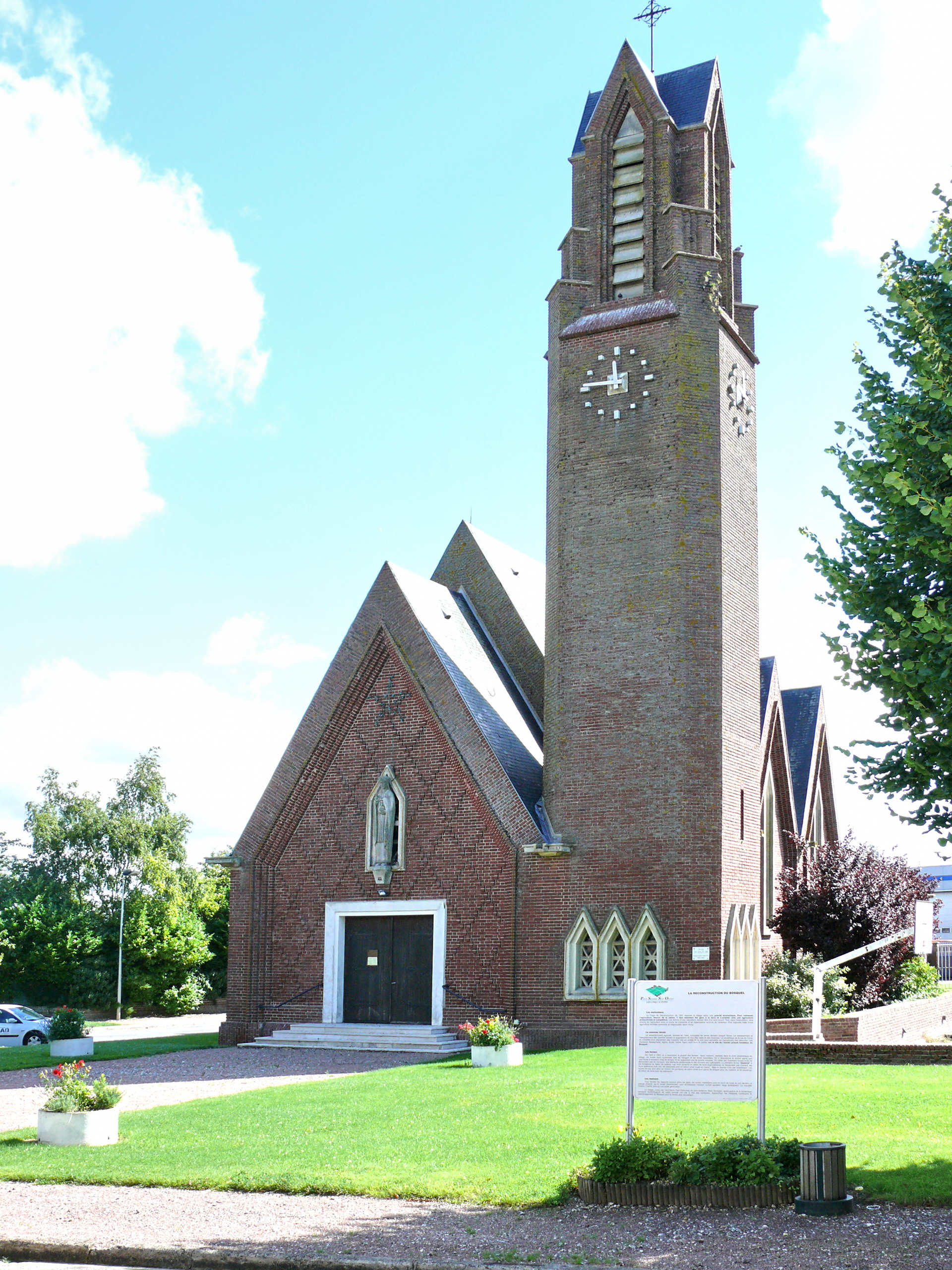
Église Saint-Blaise, décorée par Raymond Couvègnes.
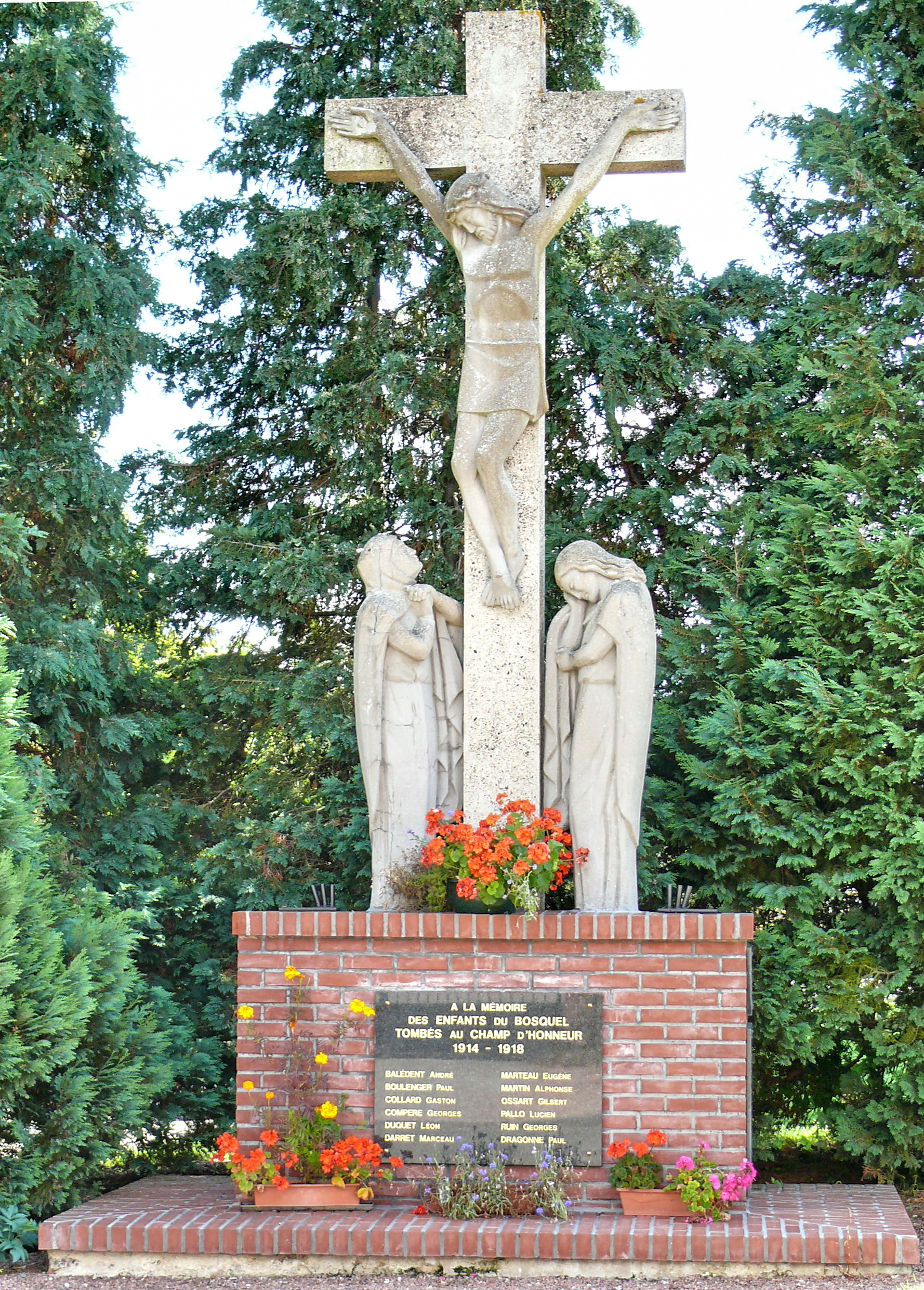
Le calvaire sert de monument aux morts.
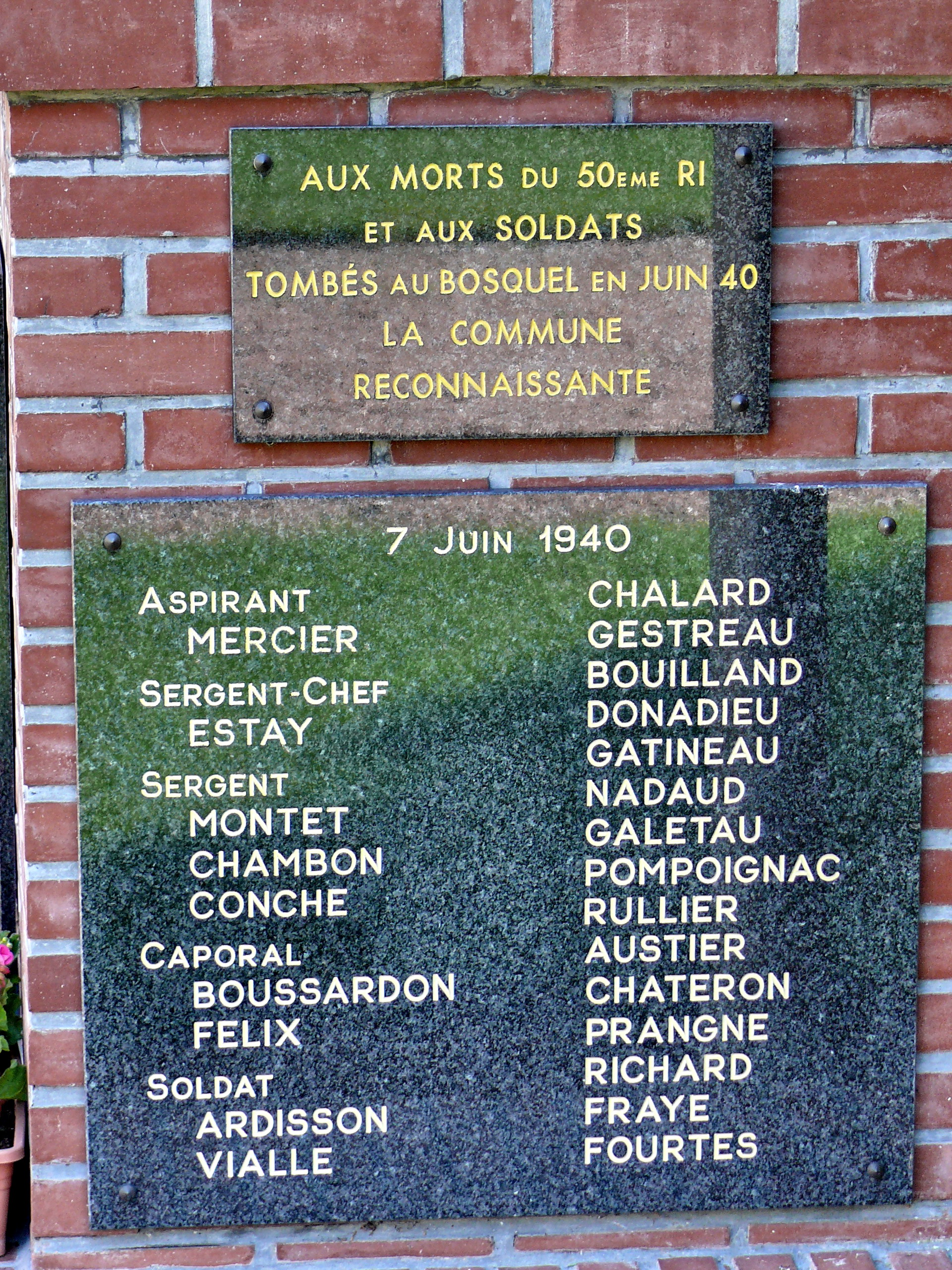
Sur le côté du monument aux morts, une plaque rend hommage au sacrifice de soldats du 50e régiment d'infanterie de ligne en juin 1940.